# Horné Mladonice
Horné Mladonice es un municipio del distrito de Krupina en la región de Banská Bystrica, Eslovaquia, con una población estimada a final del año 2024 de 190 habitantes.
Se encuentra ubicado al oeste de la región, sobre los montes Centrales Eslovacos (Cárpatos occidentales), a poca distancia al sur del río Hron —un afluente izquierdo del Danubio— y al este de la región de Nitra.

## Demografía
| Año        | 1994 | 2004     | 2014    | 2024     |
| ---------- | ---- | -------- | ------- | -------- |
| Población  | 199  | 170      | 172     | 190      |
| Diferencia |      | −14,57 % | +1,17 % | +10,46 % |

| Año        | 2023 | 2024    |
| ---------- | ---- | ------- |
| Población  | 187  | 190     |
| Diferencia |      | +1,60 % |